# نیکول سابا
نیکول سابا (عربی: نيكول سابا؛ زادهٔ ۲۶ ژوئن ۱۹۷۴) موسیقی‌دان، خواننده و بازیگر اهل لبنان است. مجله سیدتی در سال ۲۰۰۴ جایزه بهترین خواننده را به او عطا کرد.

## فعالیت حرفه‌ای
او از سال ۱۹۹۸ تا ۲۰۰۱ یک عضو یک گروه موسیقی لبنانی بود. اولین آلبوم او در سال ۲۰۰۴ منتشر شد. او برای اولین بار در سال ۲۰۰۳ به عنوان یک بازیگر در یک فیلم ظاهر شد.